# Urotrygon microphthalmum
Urotrygon microphthalmum är en rockeart som beskrevs av Delsman 1941. Urotrygon microphthalmum ingår i släktet Urotrygon och familjen Urotrygonidae. IUCN kategoriserar arten globalt som livskraftig. Inga underarter finns listade i Catalogue of Life.